# Marguerite Durand
Marguerite Durand (París, 24 de gener de 1864-16 de març de 1936) fou una actriu de teatre a la Comédie-Française, periodista, editora de premsa i sufragista francesa.

## Primers anys
Nascuda al si d'una família de classe mitjana, Marguerite Durand estudià en el convent catòlic de Dames Trinitàries,i rebé una educació religiosa tradicional. Després de completar els estudis primaris, entrà al Conservatori de París i més tard a la Comédie-Française. Debuta al 1882 amb una comèdia d'Alexandre Dumas i fou aclamada pel públic; la seua carrera teatral va durar deu anys i en destacà la interpretació d'obres de Molière (serà Henriete en Les dones sàvies, Elise en L'avar o Junie a Britànic, i tingué molt d'èxit amb les Honnêtes Femmes, de Henry Becque.

## Carrera
El 1888, abandonava la carrera teatral per casar-se amb un jove advocat, Georges Laguerre. El seu espòs, amic i seguidor del general amb ambicions polítiques Georges Boulanger, la introduí en el món de la política radical i escrigué pamflets sobre el moviment dels "boulangistes". Al 1891, però, la parella se separava i Durand es posà a treballar a Le Figaro, el diari més venut de l'època, a càrrec de la direcció d'un dels suplements setmanalsː Le Courrier du Figaro. El 1896, els editors l'enviaren a cobrir el Congrés Feminista International perquè n'escrivira un article humorístic. Durand en tornà molt canviada, i a l'any següent, el 9 de desembre de 1897, fundà un diari feminista, La Fronde, successor de La Citoyenne, d'Hubertine Auclert.

### La Fronde
El diari de Durand, dirigit, editat i escrit íntegrament per dones, era un periòdic d'informació i cultural d'edició diària que abastava dos grans temes: política i literatura. Defensava els drets de les dones i els seus principals temes d'acció eren l'educació i el treball de les dones. Per exemple, sol·licitava l'admissió de les dones en el Col·legi d'Advocats i en l'Escola de Belles Arts. També era tribuna de la classe treballadora i publicava col·laboracions d'algunes dones representants del moviment obrer. Lluitadora infatigable, al capdavant de La Fronde, Durand va fer campanyes per la igualtat en drets civils: el reconeixement dels drets de la dona casada, que era considerada inferior en el Codi Civil, la "lliure maternitat", el reconeixement de la paternitat llavors prohibida pel Codi Civil i l'abolició de la reglamentació de la prostitució.

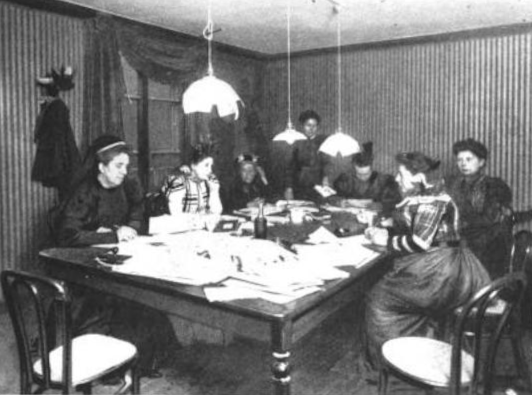
La sala de redacció de La Fronde al 1898

El diari fou molt combatiu amb el famós afer Dreyfus; publicà el 14 de gener de 1898 l'article de M. Emile Zola «J'accuse...!».

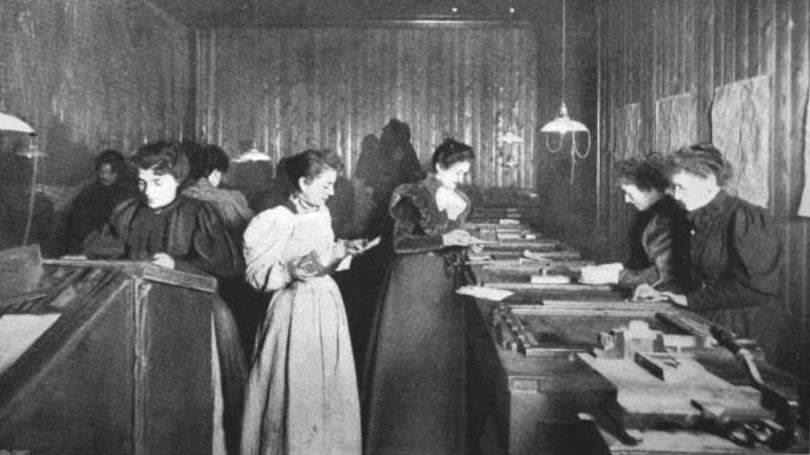
Sala de composició de La Fronde

Entre les nombroses col·laboradores, hi ha figures clau del feminisme francés i periodistes de l'època com Clémence Royer (1830-1902), Maria Pognon (1844-1925), Madame Vincent (1841-1914), Nelly Roussel (1878-1922), Aline Valette (1850-1899), Hubertine Auclert, Maria Vérone (1874-1938), Avril de Sainte-Croi (1855-1939), Marie Maugueret (1844-1928), Pauline Kergomand (1838-1925), Andrée Téry, Dorothea Klumpke, Clotilde Dissard, Mathilde Meliot, Blanche Galien, Hélène Sée, Odette Laguerre, Claire de Pratz i Jane Misme.
El diari passà problemes financers i hagué de canviar la periodicitat fins a 1905, any en què desapareixeria definitivament coincidint amb la mort del seu principal agent financer, Alphonse James de Rothschild.

### Altres projectes
El 1903, llança un altre projecte periodístic formant part del Consell d'administració, al costat d'Henry Bérenger, futur senador i ministre i Victor Charbonell, sacerdot excomunicat. L'Action, periòdic diari, anticlerical i socialista, tingué molts col·laboradors, i hi destacaren Octave Mirbeau, Laurent Tailhade, Ferdinand Buisson, Aristide Briand… i altres col·laboradores de La Fronde com Nelly Roussel, Odette Laguerre, Andrée Téry i Hélène Sée. Aviat hi sorgiren problemes financers i l'experiència fou de curta durada.
A més, en els seus editorials demanaven que es permetera que les dones reberen per mèrits la Legió d'Honor i que participaren en els debats parlamentaris. En l'Exposició Universal de París, l'any 1900, organitzà el Congrés pels Drets de la Dona, que presidí la seua amiga Clémence Royer (1830-1902). A més d'establir una casa d'estiu per a dones periodistes a Pierrefonds, a la regió de Picardia, en aquesta dècada Durand començà a lluitar pels drets de les dones treballadores i ajudà a organitzar alguns sindicats.

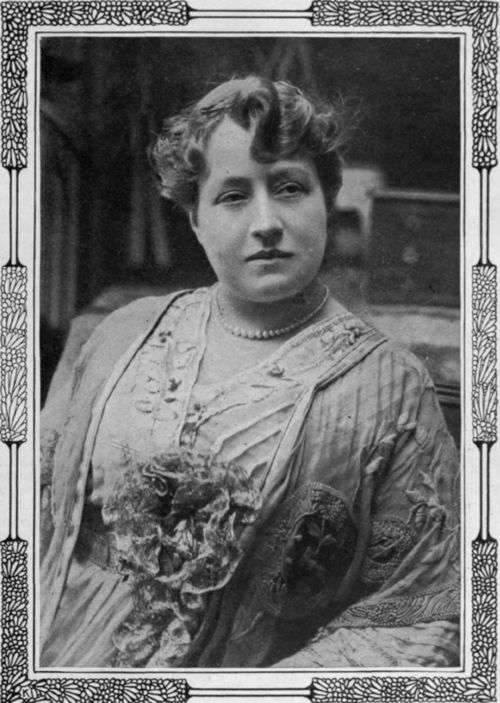
Marguerite Durand

Treballà en un projecte per crear l'Oficina de treball femení, com a òrgan adjunt al Ministeri de Treball per estudiar les condicions de treball de les dones. El gener de 1907 aquest projecte fou defensat davant el parlament. També el defensaria preparant el Congrés de treball femení al març de 1907. Pocs mesos després del congrés, s'aprovava la llei 13 de 1907, que atorgava a la dona casada el dret a disposar del seu salari.
Marguerite Durand particià l'any següent en el Congrés nacional pels drets civils i el sufragi femení: tornaria a reprendre els problemes de la manca de reglamentació de la igualtat de salaris i l'avaluació del treball domèstic.
El 1909 contribuí a la creació d'un nou diari: Les Nouvelles.

### Candidata a les eleccions
S'implicà en la campanya en defensa del vot de les dones reivindicant el dret de ser escollides i escollir. Llançà la idea d'organitzar candidatures femenines en les eleccions legislatives del 24 d'abril de 1910 i es presentà pel 9è districte de París, però la seua candidatura fou rebutjada per la prefectura.

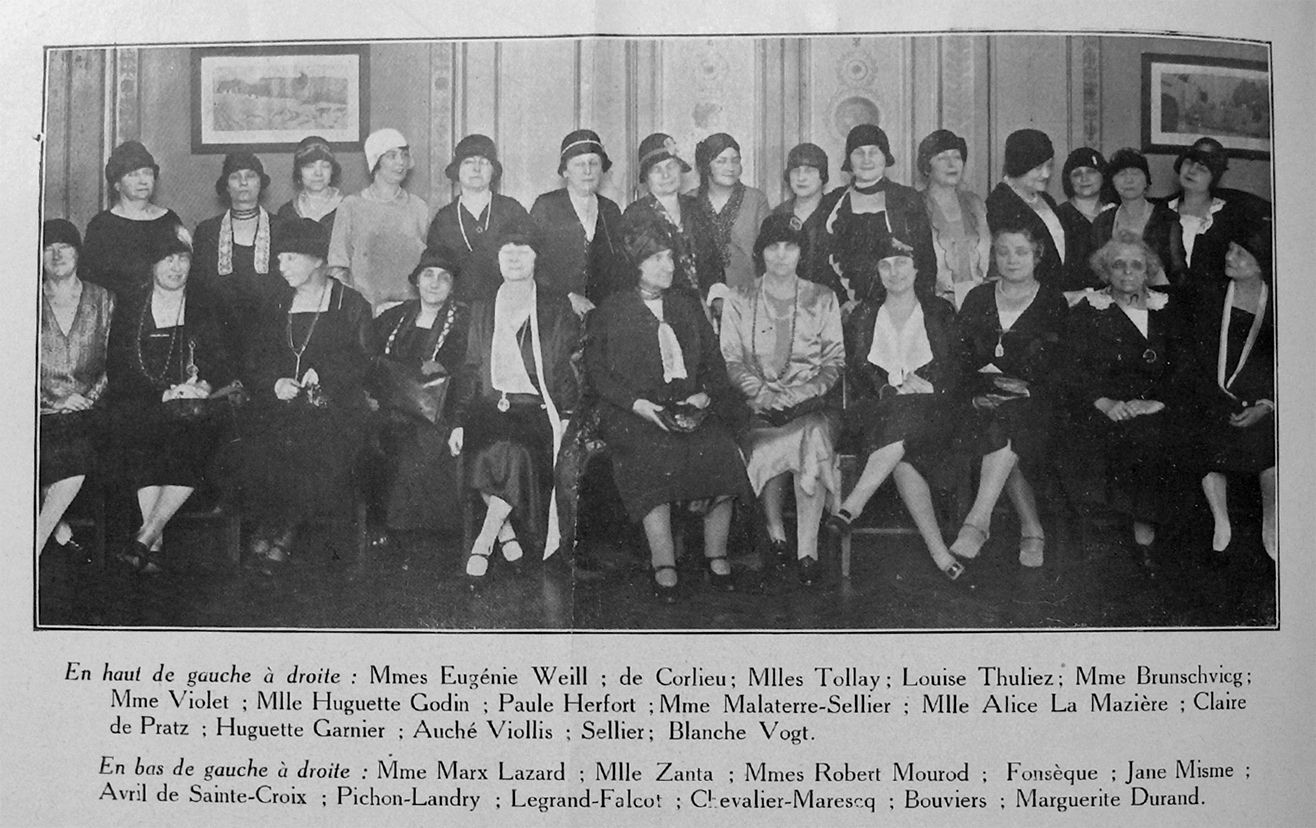
Les delegades als Estats Generals del Feminisme organitzats pel Consell Nacional de la Dona Francesa a París el 1929

El 1914 La Fronde reaparegué amb diversos números, entre el 17 d'agost i el 3 de setembre. Tot i que considerava que el feminisme i el pacifisme estaven estretament lligats, Durant incitava les dones a participar en l'esforç de la guerra, expressant la seua esperança que les responsabilitats assumides per les dones en absència dels homes que eren al front, permetrien beneficiar-se de nous drets. La seua decepció arribà amb l'armistici: avortament i propaganda sobre anticonceptius foren prohibits per la llei del 31 de juliol de 1920.
De maig de 1926 a juliol de 1928 rellançà de nou La Fronde, que ja no era un projecte exclusiu de dones (la redacció era mixta) i era portaveu del Partit Republicà Socialista al qual s'adherí.
Al 1927 intentà de nou entrar en política presentant-se a les eleccions municipals de 1927 amb el Partit Republicà-Socialista.

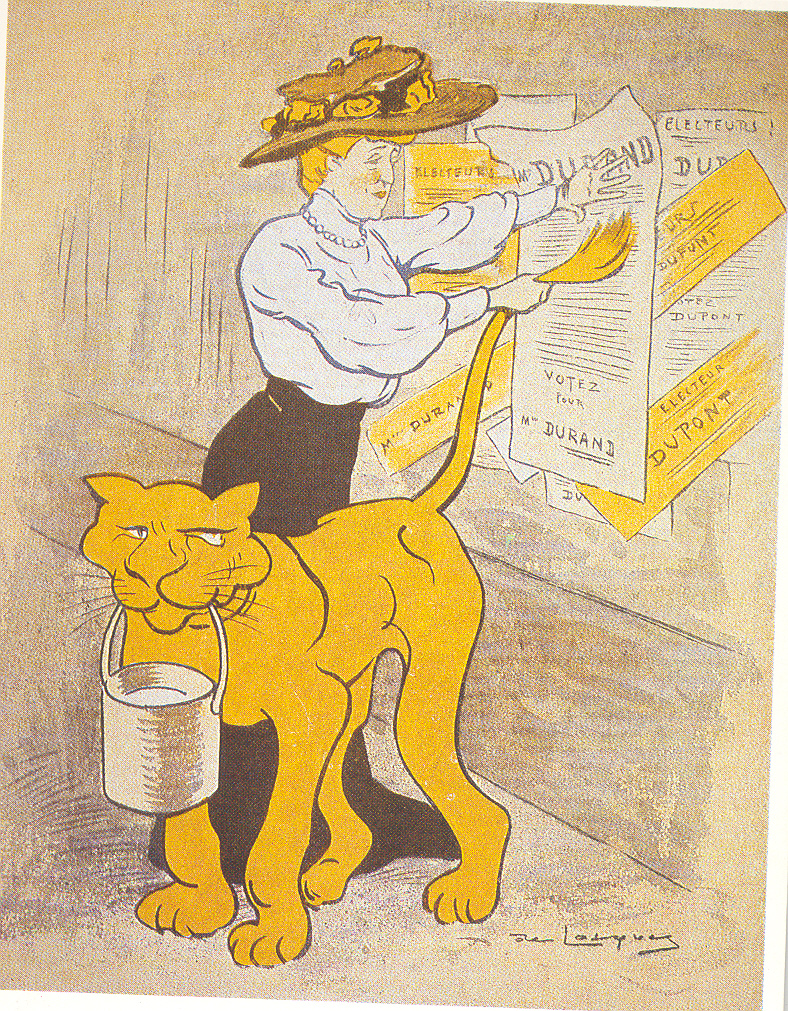
Marguerite Durand, candidata a les eleccions el 1910. Caricatura de Daniel Thourounde de Losques publicada en la revista Fantasio, l'1 d'abril de 1910, en què veiem Durand encolant els pòsters electorals servint-li de pinzell la punta de la cua de la seua lleona, que també l'ajuda aguantant-li el poal de cola amb la boca

Durand fou, d'altra banda, un personatge extravagant, coneguda per passejar-se pels parcs de París acompanyada per la seua mascota, una lleona anomenada "Tiger". Col·laborà en l'establiment del zoològic Cimetière des Chiens al suburbi parisenc d'Asnières-sur-Seine, on finalment va haver de portar la seua lleona.

## Llegat
El seu activisme elevà el perfil del feminisme a França i a la resta d'Europa a un nivell de respectabilitat sense precedents. Al llarg de la seua carrera, compilà una col·lecció enorme de documents que finalment donà al Consell municipal de París el 1931. A l'any següent, a París s'inaugurà una biblioteca amb el seu nom, la Biblioteca Marguerite Durand, creant així la primera "Oficina de documentació feminista" francesa. Ella seria la directora de la biblioteca fins a la seua mort, al 1936.